# Ирвингтон (Илиноис)
Ирвингтон (енгл. Irvington) град је у америчкој савезној држави Илиноис.

## Демографија
По попису из 2010. године број становника је 659, што је 77 (-10,5%) становника мање него 2000. године.
| Група             | 2000.       | 2010.       |
| Белци             | 714 (97,0%) | 627 (95,1%) |
| Афроамериканци    | 3 (0,4%)    | 17 (2,6%)   |
| Азијати           | 4 (0,5%)    | 4 (0,6%)    |
| Хиспаноамериканци | 4 (0,5%)    | 9 (1,4%)    |
| Укупно            | 736         | 659         |